# Elena Ionescu
Elena Ionescu (Caracal, 17 de mayo de 1988) es una cantante rumana. Es conocida por haber sido la primera ganadora de Survivor România.
Fue la cantante principal de la banda de pop rumana Mandinga desde 2006 hasta 2016, reemplazando a Elena Gheorghe después de que dejó el grupo para trabajar en su carrera en solitario. Ionescu dejó el grupo en 2016 para seguir también una carrera en solitario.
Mandinga ganó la selección nacional rumana para el Festival de la Canción de Eurovisión 2012 en Bakú, Azerbaiyán, donde Ionescu interpretó la exitosa canción "Zaleilah". Ionescu fue la segunda cantante de Mandinga en representar a Rumania en el Festival de la Canción de Eurovisión, ya que Elena Gheorghe representó al país en 2009.

## Discografía
| Año  | Canción                     |
| ---- | --------------------------- |
| 2016 | "Decembrie de poveste"      |
| 2017 | "Spune-i (con Mahia Beldo)" |
| 2017 | "Laleyla"                   |
| 2017 | "Al 6-lea simt"             |
| 2018 | "Ce e dragostea?"           |
| 2019 | "Sube el volumen"           |